# Aristocratie
Aristocratie (Oudgrieks:  < ἄριστος ("beste") + κρατεῖν ("heersen")) is een regeringsvorm waarbij de heerschappij in handen is van de aanzienlijksten in de samenleving, de zogenaamde "aristocraten". Doorgaans geldt binnen een aristocratie dat het lidmaatschap erfelijk is.

## Aristocratie in de geschiedenis
Aristocratie gaat vaak samen met een monarchie. In de historie hebben de adel en de geestelijkheid meestal de rol van aristocraten op zich genomen. In het begin van de parlementaire democratie, in de 19e eeuw, konden alleen mannen die meer dan een bepaald bedrag aan belastingen betaalden hun stem uitbrengen, het zogenaamde censuskiesrecht. Hierdoor maakte de invoering van de democratie geen automatisch einde aan de aristocratie. 
Ook in de 20e eeuw en het begin van de 21e eeuw wordt de wereld, ondanks het groeiende aantal democratische landen, voor een aanzienlijk deel geregeerd door rijke mensen, die ondanks een niet-adellijke afkomst de aristocratische rol van de adel in de voorgaande eeuwen hebben overgenomen. Lidmaatschap van een partij kan in bepaalde staten zoals Syrië, Irak onder Saddam Hoessein, Iran, de Sovjet-Unie, China, Cuba, een voorwaarde zijn voor het bekleden van bepaalde hogere posten. Hiermee kan ook partijlidmaatschap de facto tot een positie gelijk aan die van de adel leiden. Bovendien hebben de kinderen van deze personen in veel gevallen het voordeel van betere connecties en toegang tot beter onderwijs, zodat zij eveneens sneller in aanmerking komen voor zowel partijlidmaatschap als de hiermee verbonden betere posten. Op deze wijze wordt de heersende klasse evenals de adel de facto erfelijk, en ontstaat een gesloten klasse. Op de Filipijnen vormen de zogenaamde politieke families een klasse die sterk aan de vroegere Europese adel doet denken.
Niettemin hebben filosofen en politieke denkers ook ideeën aangedragen voor minder oligarchische of economistische vormen van aristocratie, zoals men bij de Grieken, Romeinen en de volkeren in India aantrof. Enkele denkers op dit gebied zijn Friedrich Nietzsche, Alexis de Tocqueville, Julius Evola, Oswald Spengler, José Ortega y Gasset en talloze politici van rondom de tijd dat het parlementarisme en de democratie definitief de Europese regeringsvormen onder invloed van de Franse Revolutie hadden overgenomen.

## Filosofische onderbouwing van de aristocratie
Bij de oorspronkelijke implementatie van het aristocratische idee denkt men aan een aantal buitengewoon hoog ontwikkelde leiders die door hun verfijndheid, kennis, persoonlijkheid en gezagsuitstraling over het volk regeren, zoals voorgeschreven door de ideeën van de oud-Griekse filosoof Plato. Deze vorm van regeren wordt gezien als een andere uiting dan de hierboven geschetste oligarchieën van 'aristocratieën van rijke mensen' of mensen van adellijke afkomst. Volgens aanhangers van deze theorie komen aristocraten aan de macht vanwege hun persoonlijkheid en genialiteit die vervolgens 'met recht boven de anderen uittorenen en die zich hoe dan ook als vanzelf in een leidersrol zullen werken'. Deze voorstelling staat haaks op het thans in zwang zijnde gelijkheidsdenken en het gelijkheidsbeginsel dat de basis vormt van de representatieve democratie. In het verlengde van de aristocratische idee staat het personalisme dat zich inzet voor het scheppen van persoonlijkheden die 'beter' en 'hoger' zijn dan de rest door hun krachtige aard, hun gevoel voor cultuur en spiritualiteit en gevoel voor leiderschap.
Lange tijd hebben filosofen en politici gediscussieerd over de voor- en nadelen van een aristocratie tegenover een democratie. Een aristocratie wordt door conservatieve filosofen soms beschouwd als duurzamer dan een representatieve democratie. Een mogelijk voordeel van een aristocratie kan zijn een doelmatigere besluitvaardigheid, aangezien de heersers niet afhankelijk zijn van de uiting van de volkswil zoals in een vertegenwoordigende democratie. Volgens conservatieve politieke filosofen zou het volk onvoldoende geïnformeerd zijn en is het 'onnadenkend'. 
Een nadeel is dat een aristocratie niet wordt verkozen door de bevolking, maar opkomt vanuit de heersende elite die de macht in handen neemt en houdt. Hierdoor kan het zijn dat besluiten worden genomen die in het voordeel zijn van de heersende elite en niet het gehele volk.
Aristocratie en democratie vormen tezamen een these en een antithese. Onder intellectuelen en politici van de Weimarrepubliek (1918 - 1933) in Duitsland maakte de aristocratie als staatsbestuursvorm een belangrijke herwaardering door. De geringschattende houding t.o.v. het parlementarisme was er zelfs zo groot dat men over de republiek sprak als 'democratie zonder democraten'.